# Ichneumon nigriceps
Ichneumon nigriceps är en stekelart som beskrevs av Friedrich Wilhelm Hilpert 1992. Ichneumon nigriceps ingår i släktet Ichneumon och familjen brokparasitsteklar. Inga underarter finns listade i Catalogue of Life.